# Протиугон
Протиугон — один з елементів верхньої будови залізничної колії на дерев'яних шпалах і костильному скріпленні.

## Призначення
Протиугон служить для запобігання «угону колії», поздовжньому переміщенню рейки при русі рухомого складу.

## Конструкція
Необхідною ознакою будь-якої конструкції протиугону є вигнута вісь (скоба), що служить для створення в конструкції зон з різкою концентрацією напружень та підвищення пружинних властивостей конструкції. При цьому поперечний переріз заготовки для протиугонів може мати різну форму:
- Трапецієподібну
- Квадратну
- Прямокутну
- Т-подібну
- П-подібну

Також розрізняють пружинні і самозаклинювальні протиугони, з яких пружинні є сучаснішою конструкцією.

## Установка
Пружинні протиугони встановлюються знизу на підошву рейки, так що б «зуб» противоугон розташовувався зовні колії.
На одноколійних ділянках з явно вираженим одностороннім вантажним рухом противоугон розташовуються тільки з одного боку шпал, так само як і на двоколійних лініях. Гальмівні спуски не вантажного напрямку закріплюються з обох сторін.
На ланці довжиною 25 м розташовується від 18 до 44 протиугонів.